# Vojvodina Novi Sad (Handball)
Rukometni klub Vojvodina (serbisch-kyrillisch Рукометни клуб Војводина) ist die Handball-Abteilung von Vojvodina aus Novi Sad, Serbien. Derzeit spielt der RK Vojvodina in der serbischen Liga und in der SEHA-Liga.

## Erfolge
Europapokale – 1:
- EHF European Cup: Sieger 2022/23

Meisterschaften – 12
- Meister von Serbien und Montenegro:
  - (1): 2005

- Serbischer Meister:
  - (11): 2013, 2014, 2015, 2016, 2017, 2018, 2019, 2021, 2022, 2023, 2024

Pokalsiege – 9
- Pokalsieger von Serbien und Montenegro:
  - (2): 2005, 2006

- Serbischer Pokalsieger:
  - (7): 2011, 2015, 2019, 2020, 2021, 2023, 2025

Supercup – (8)
- Serbischer Supercup
  - (8) 2013, 2014, 2015, 2016, 2018, 2019, 2023, 2024